# Mateo Visillac Ferrer
Mateo Visillac y Lara (Colonia del Sacramento, Virreinato del Río de la Plata, 25 de mayo de 1794-Paysandú, Uruguay, 23 de mayo de 1870) fue un importante comerciante de la zona de San Jose de Flores en Buenos Aires. Participó en política integrando el Club del Barón, y siendo diputado por Colonia.